# 事代主神社 (新上五島町)
事代主神社（ことしろぬしじんじゃ）は、長崎県新上五島町似首（にたくび）郷に鎮座する神社である。

## 祭神
事代主神、大国主神、素戔男神、琴平神の4柱を奉祀する。
祭神中の素戔男神は合祀された八坂神社の祭神である。

## 歴史

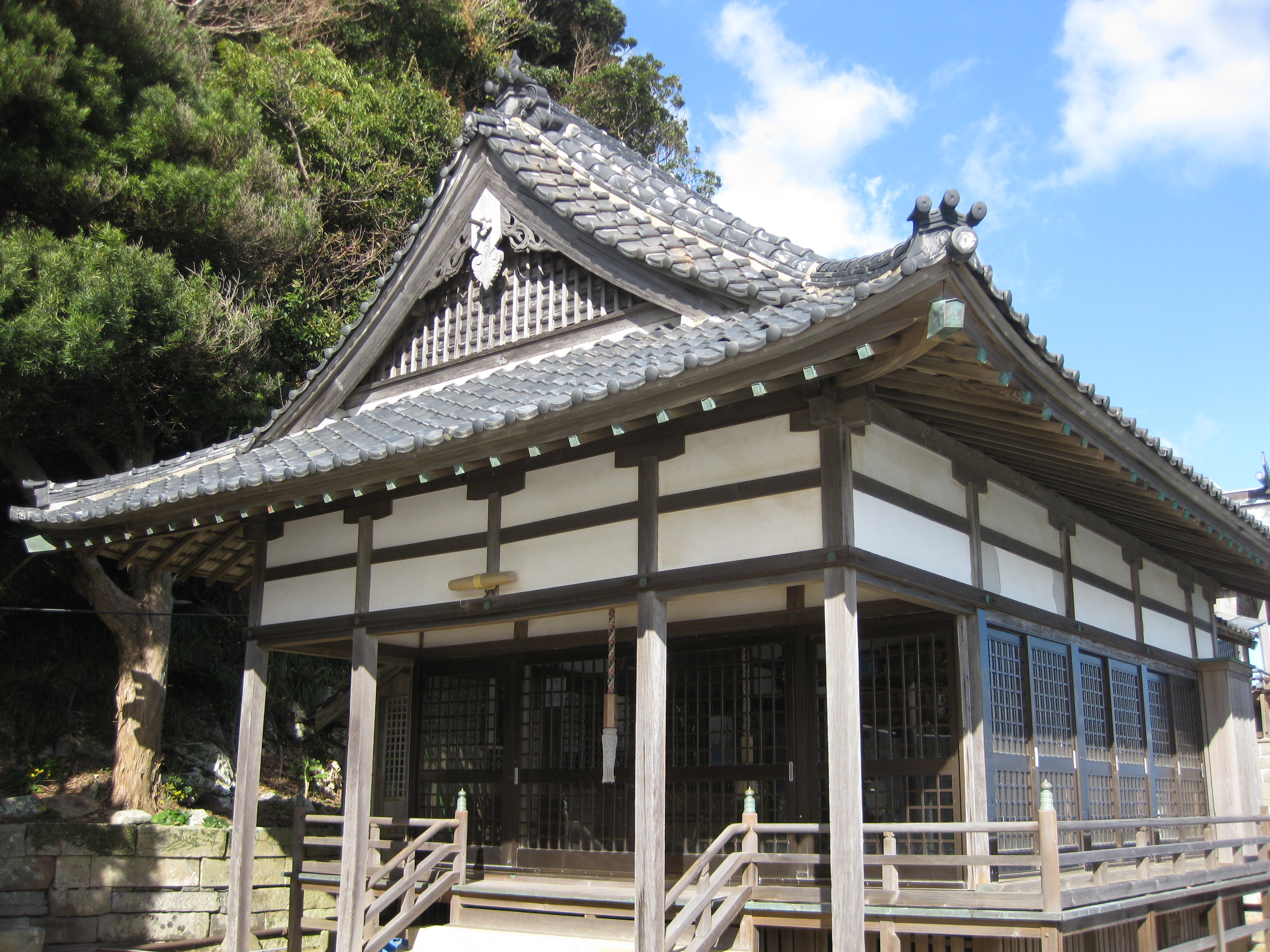
拝殿

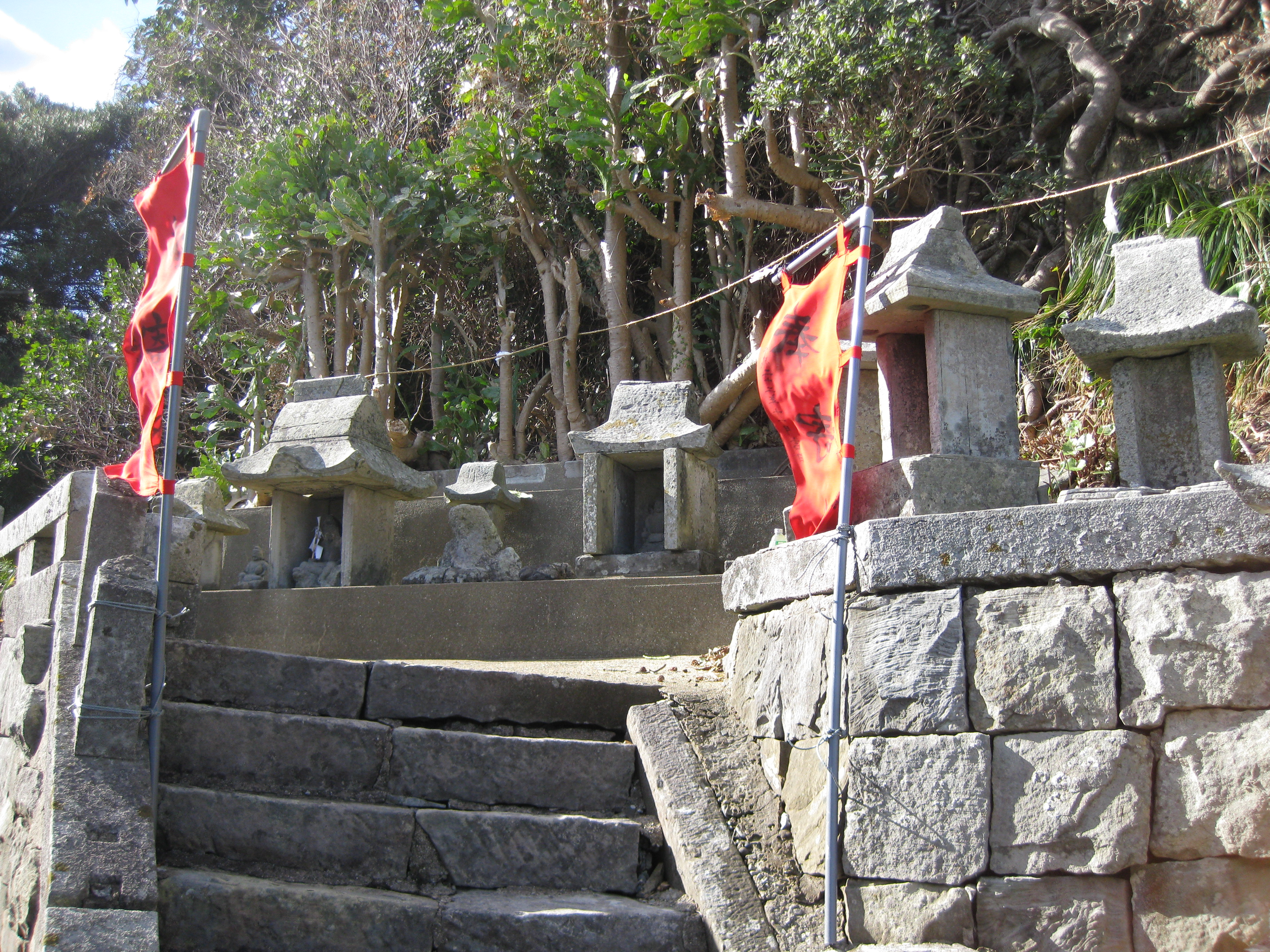
恵美須神社

創建は文明 15年（1483年）9月15日。当郷は往古より性器崇拝があったとされ、郷内先磯辺の男性器を思わせる高く突出した立岩は神域とされており、社殿裏の恵美須神社には男性器の形をした石が祀ってある。
明和8年（1771年）に社殿を造営し、摂津西宮神社より事代主神（恵美須神）を勧請した。この頃より、社号を恵美須神社とするようになったと思われる。文化3年（1806年）に社殿が風波にさらわれ流出し、再建するも文久元年（1862年）火災により全焼した。
明治3年（1870年）、社号を事代主神社に改称。同7年（1874年）5月、村社に列せられる。同41年（1908年）7月、郷内八坂神社を合祀。昭和8年（1933年）には2度目の火災により社殿が全焼した。翌9年（1934年）2月、神饌幣帛料供進神社に指定された。

## 祭祀
祇園祭、10月18、19日の例祭には上五島神楽が奉納される。上五島神楽は1981年（昭和56年）に長崎県の無形民俗文化財に単独で指定されていたが、2002年（平成14年）2月12日には「五島神楽」の一つとして国の選択無形民俗文化財に選択され、さらに2016年（平成28年）3月2日に国の重要無形民俗文化財に指定された。
主な祭礼・神事
- 元旦祭（1月）
- 竜神祭（3月）
- 水神祭（4月）
- 夏越祭（6月）
- 市拝祭・祇園祭（7月）
- 例大祭（10月18、19日）
- 七五三祭（11月）
- 大祓式（12月）

## その他の神社
その他の似首郷の神社に稲荷神社がある。
また、隣接する丸尾郷に丸尾神社が、奈摩郷に政彦神社がある。

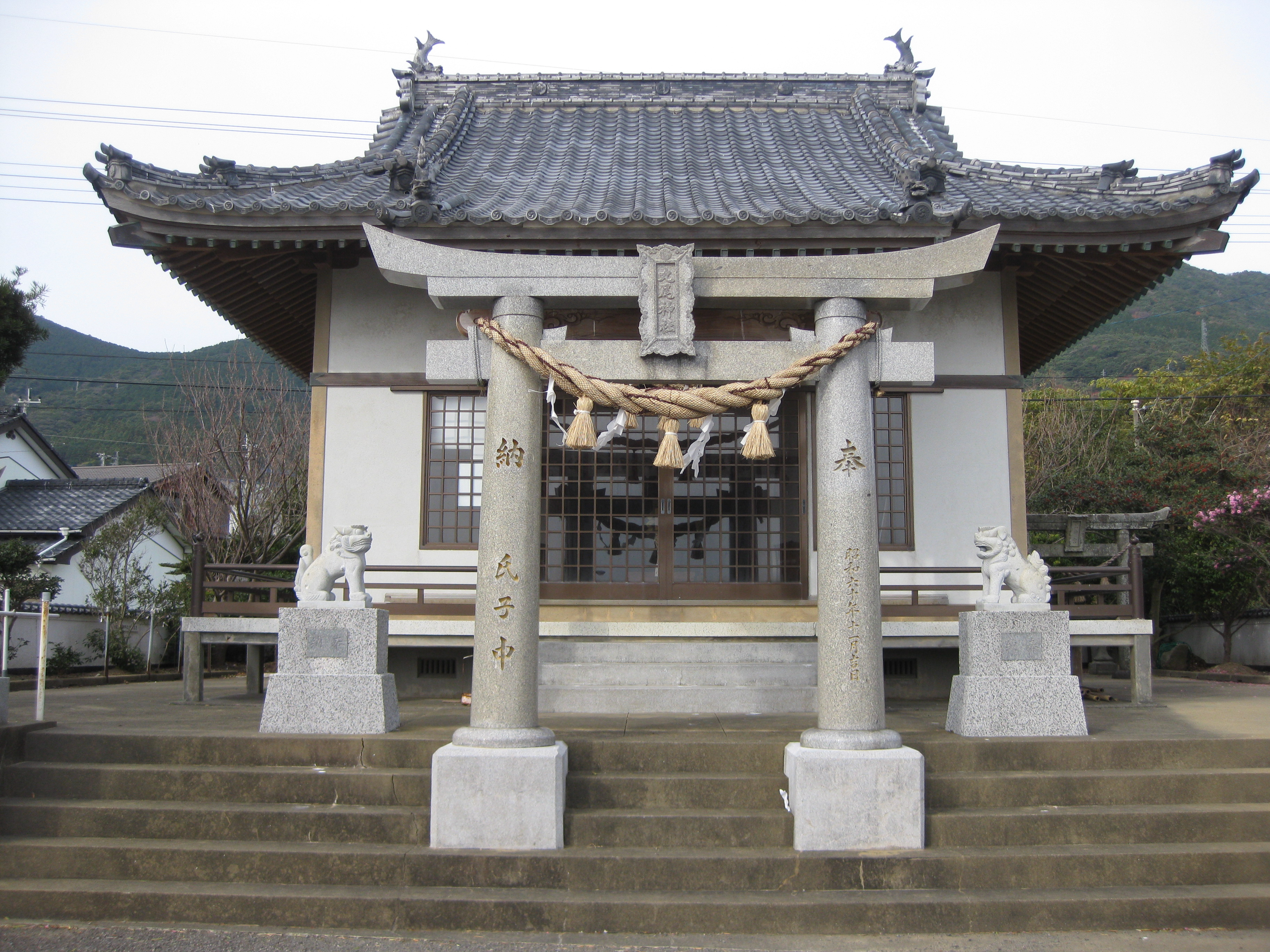
丸尾神社（丸尾郷）
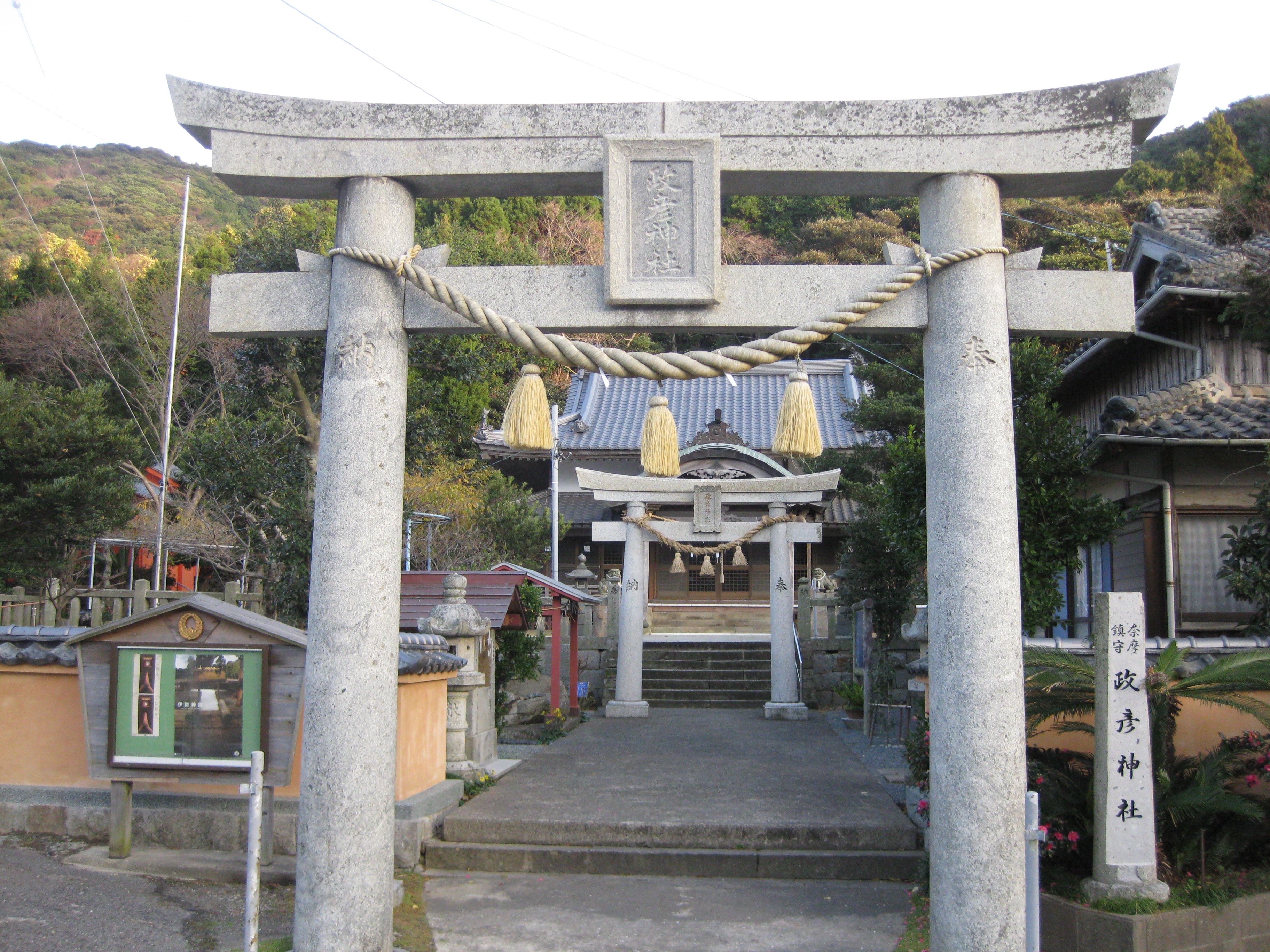
政彦神社（奈摩郷）